# WTFPL
WTFPL (Do What The Fuck You Want To Public License) er en fri software-licens. Den først version af licensen – der blev udgivet i marts 2000 – blev skrevet af Banlu Kemiyatorn. Version to blev skrevet af Sam Hocevar, en fransk programmør. Licensen tillader – bogstaveligt talt – alt, og har ingen krav, udover at man ikke må bruge licensens navn, hvis man ændrer licensens tekst.
Licensen ser ud som følger:
```
            DO WHAT THE FUCK YOU WANT TO PUBLIC LICENSE
                    Version 2, December 2004

 Copyright (C) 2004 Sam Hocevar <sam@hocevar.net>

 Everyone is permitted to copy and distribute verbatim or modified
 copies of this license document, and changing it is allowed as long
 as the name is changed.

            DO WHAT THE FUCK YOU WANT TO PUBLIC LICENSE
   TERMS AND CONDITIONS FOR COPYING, DISTRIBUTION AND MODIFICATION

  0. You just DO WHAT THE FUCK YOU WANT TO. 

```